# Magic (album Brucea Springsteena)
Magic je petnaesti studijski album Brucea Springsteena, objavljen 2007. To je prvi album s E Street Bandom nakon The Rising 2002. Našao se na 2. mjestu Rolling Stoneove liste 50 najboljih albuma 2007.

## Povijest
Album je najavljen 16. kolovoza 2007., nekoliko mjeseci nakon prvih nagađanja o snimanju novog materijala.
Od pjesama s albuma, "Long Walk Home" se već moglo čuti, krajem 2006. na Sessions Band Touru; ostale su bile nove. Većina pjesama napisana je krajem 2006.; Springsteen je dopustio producentu Brendanu O'Brienu (vraćanje usluge zbog uloge koju je imao na The Rising i Devils & Dust) da izabere one za koje misli da su najbolje. Snimanje je počelo u Southern Tracks Recording Studio u Atlanti, a trajalo je više od dva mjeseca s početkom u ožujku 2007. Komplikacije su nastale zbog rasporeda članova benda, posebno svakodnevnih obveza bubnjara Maxa Weinberga na snimanju Late Night with Conan O'Brien. Bend nije snimao kao cjelina nego je Springsteen tijekom tjedna radio na vokalima i produkciji; vikendima bi Weinberg, basist Garry Tallent i pijanist Roy Bittan doletjeli kako bi sa Springsteenom snimili osnovne snimke; a zatim bi s vremena na vrijeme drugi članovi benda dolazili kako bi snimili svoje dijelove pod nadzorom producenta O'Briena. Samo je saksofonist Clarence Clemons imao drugi tretman: O'Brien bi prepustio studio njemu i Springsteenu kako bi snimili saksofonske dionice zbog "cijelog njihova odnosa između njih dvojice koja se protezala desetljećima".
Po najavi, Springsteenov je menadžer Jon Landau opisao Magic kao "energični rock" album, s "teškim E Street Band zvukom i manje (nekarakteristično za Springsteenove stavove od turneje Vote for Change 2004.) pozornosti na politiku. Prva pjesma, "Radio Nowhere", najavljena je kao prvi singl na radiju 4. rujna 2007.; no, 22. kolovoza 2007. je procurio na internetu. Izdanje u obliku CD-a zakazano je za 2. listopada, dok je 25. rujna objavljen u vinilnom obliku, kako bi se mogao natjecati za Grammyje.
Album je 28. kolovoza 2007. postao dostupan za preslušavanje na iTunesu, uz promociju besplatnog singla "Radio Nowhere"; najavljeni su i prvi koncerti na Magic Touru. Cijeli album 6. rujna je počeo curiti na internet. Sljedećeg dana, radio postaja WNCD iz Youngstowna u Ohiju se dočepala cijelog albuma i pustila ga u eter. Sljedećih dana pjesme su postale dostupne na poznatijim mjestima kao što je YouTube.
Album je bio 2. na Rolling Stonevoj listi 50 najboljih albuma 2007., a "Long Walk Home" se našla na 8. mjestu liste 100 najboljih pjesama godine po izboru časopisa. Magic je bio nominiran za Grammy za najbolji rock album, no nagrada je otišla Foo Fightersima za Echoes, Silence, Patience & Grace.

## Popis pjesama
Tekstovi i glazba: Bruce Springsteen. 
| 1.    | »Radio Nowhere«                 | 3:21 |
| 2.    | »You'll Be Comin' Down«         | 3:46 |
| 3.    | »Livin' in the Future«          | 3:56 |
| 4.    | »Your Own Worst Enemy«          | 3:19 |
| 5.    | »Gypsy Biker«                   | 4:32 |
| 6.    | »Girls in Their Summer Clothes« | 4:20 |
| 7.    | »I'll Work for Your Love«       | 3:35 |
| 8.    | »Magic«                         | 2:46 |
| 9.    | »Last to Die«                   | 4:17 |
| 10.   | »Long Walk Home«                | 4:35 |
| 11.   | »Devil's Arcade«                | 5:20 |
| 12.   | »Terry's Song«                  | 4:11 |
| 50:48 |                                 |      |

Dva tjedna nakon prvotne najave albuma, koja je uključivala 11 pjesama, postalo je jasno da je dodana "Terry's Song". To je posveta Springsteenovom dugogodišnjem pomoćniku Terryju Magovernu koji je umro 30. srpnja 2007.

## Teme
U nekoliko pjesama se izražavaju lažne iluzije o stanju američkog društva u 2007. "Girls in Their Summer Clothes" navedena je kao jedina "bezbrižna" pjesma na albumu, iako A. O. Scott iz New York Timesa primjećuje kako čak ni ova pjesma nije "nedodirnuta melankolijom". Pripovjedač je taj, na kraju krajeva, koji stoji i gleda kako djevojke iz naslova 'prolaze kraj mene.'"
Nekoliko izvora navodi kako je pjesma "Last to Die", s refrenom "Who'll be the last to die for a mistake / Whose blood will spill, whose heart will break," inspirirana svjedočenjem predstavnika vijetnamskih veterana (i budućeg senatora i predsjedničkog kandidata) Johna Kerryja iz 1971. pred Senatom, u kojem je zapitao "How do you ask a man to be the last man to die in Vietnam? How do you ask a man to be the last man to die for a mistake?" ("Kako upitati čovjeka hoće li biti zadnji čovjek koji je poginuo u Vijetnamu? Kako upitati čovjeka da umre zbog pogreške?").
"Gypsy Biker" govori o povratku ubijenog američkog vojnika iz Iraka, a Springsteen je izjavio kako se "Livin' in the Future" referira na čudna tumačenja zakona i ilegalno prisluškivanje. "Long Walk Home" je metaforična pjesma o pripovjedačevu osjećaju, prema Springsteenovim riječima, o ljudima koji žive doma "za koje je mislio da ih zna, s kojima je dijelio slične ideale, a koji su postali stranci."

## Popis izvođača

### E Street Band
- Bruce Springsteen - vokali, gitare, orgulje, harmonika, sintesajzer, gloknšpil, perkusije, prateći vokali
- Roy Bittan - klavir, orgulje
- Clarence Clemons - saksofon, prateći vokali
- Danny Federici - orgulje, klavijature
- Nils Lofgren - gitare, prateći vokali
- Patti Scialfa - prateći vokali
- Garry Tallent - bas
- Steven Van Zandt - gitare, mandolina, prateći vokali
- Max Weinberg - bubnjevi

### Ostali glazbenici
- Soozie Tyrell - violina na "Livin' in the Future", "I'll Work for Your Love", "Magic", "Last to Die"
- Jeremy Chatzky - bas na "Magic"
- Daniel Laufer - čelo na "Devil's Arcade"
- Patrick Warren - Chamberlin, klavir na "Your Own Worst Enemy", "Girls in Their Summer Clothes", "Magic", "Long Walk Home", "Devil's Arcade"
- Gudački sastav na "Your Own Worst Enemy" i "Girls in Their Summer Clothes":
  - Kenn Wagner, Jay Christy, Justin Bruns, William Pu, Cristopher Pulgram, John Meisner, Olga Shpitko, Sheela Lyengar - violine
  - Tania Maxwell Clements, Amy Chang, Lachlan McBane - viole
  - Karen Freer, Daniel Laufer, Charae Kruege - čela